# Лозево
Ло́зево (болг. Лозево) — село в Шуменській області Болгарії. Входить до складу общини Шумен.

## Населення
За даними перепису населення 2011 року у селі проживали 332 особи.
Національний склад населення села:
| Національність   | Кількість осіб | Відсоток |
| ---------------- | -------------- | -------- |
| болгари          | 310            | 93,7%    |
| турки            | 10             | 3,0%     |
| цигани           | 5              | 1,5%     |
| Всього відповіли | 331            |          |

Розподіл населення за віком у 2011 році:
Динаміка населення: